# Miquel Desclot
Œuvres principales
- Més música, Mestre!
- Llibre de Durham

Miquel Creus i Muñoz alias Miquel Desclot, né à Barcelone le 20 mars 1952 est un écrivain, poète et traducteur espagnol d'expression catalane connu pour ses traductions des œuvres de Dante, Pétrarque ou Michel-Ange.

## Prix
- 1971 - Premi Amadeu Oller de poesia Ira és trista passió
- 1972 - Premi Màrius Torres de poesia  per El riu de lava
- 1985 - Premi Josep Maria de Sagarra, de traducció teatral Les mamelles de Tirèsies, Guillaume Apollinaire
- 1985 - Premi Lola Anglada, Set que no dolmen a la palla
- 1987 - Premi Pere Quart d'humor i sàtira Auques i espantalls
- 1988 - Premi de la Generalitat a la millor traducció en vers Llibres profètics de Lambeth, I: Profecies polítiques,  William Blake
- 1988 - Premio Nacional de traducción de literatura infantil,Versos perversos de Roald Dahl
- 1993 - Prix de la critique Serra d'Or, Llibre de Durham
- 1993 - Premi Crítica Serra d'Or de poesia per a infants, Bestiolari de la Clara
- 1996 - Premi Cavall Verd Rafael Jaume de traducció poètica, Per tot coixí les herbes
- 1997 - Premi Caixa de Girona dels Ciutat d'Olot, De llavis del gran bruixot
- 2000 - Premi Crítica Serra d'Or de traducció, Saps la terra on floreix el llimoner: Dante, Petrarca, Michelangelo
- 2000 - Premi Jaume Vidal i Alcover de projectes de traducció
- 2002 - Prix national de Littérature infantile et juvénile, Més música, mestre![1]

## Œuvre

### Poésie
- 1971 - Ira és trista passió
- 1974 - Viatge perillós i al•lucinant a través de mil tres-cents vint-i-set versos infestats de pirates i de lladres de camí ral
- 1978 - Cançons de la lluna al barret
- 1983 - Juvenília
- 1987 - Auques i espantalls
- 1987 - Música, mestre!
- 1992 - El llevant bufa a ponent
- 1992 - Com si de sempre
- 1995 - Oi, Eloi?
- 2001 - Més música, mestre!
- 2003 - Menú d'astronauta
- 2004 - Bestiolari de la Clara
- 2006 - Fantasies, variacions i fuga

### Roman
- 1992 - Llibre de Durham
- 1994 - Montseny, temps avall
- 1996 - Veïna de pedra viva
- 2002 - Pare, saps què?
- 2004 - Muntanyes relegades

### Littérature d'enfance et de jeunesse
- 1971 - El blanc i el negre
- 1971 - La casa de les mones
- 1973 - Fava, favera
- 1973 - El gran joc dels colors
- 1978 - Itawa
- 1980 - A la punta de la llengua
- 1980 - Waïnämöïnen
- 1983 - No riu el riu
- 1986 - Què descobreix l'Atlàntida
- 1986 - Set que no dormen a la palla
- 1988 - Barraca de nas
- 1991 - Més de set que no dormen a la palla
- 1993 - La cadena d'or
- 1994 - Flordecol
- 1995 - Amors i desamors d'Oberó i Titània
- 1995 - Lluna de mel al palau de vidre
- 1996 - Viatge inaugural a l'Antitetànic
- 1997 - La flauta màgica
- 1997 - De llavis del Gran Bruixot: els herois de Kalevala
- 1997 - La cançó més bonica del món
- 1998 - El barber de Sevilla
- 2004 - Nas de barraca
- 2004 - Aristòtil entre escombraries
- 2004 - Amor a mar
- 2005 - Les mines del rei Xang Phi Nyo
- 2007 - Des de Lapònia, amb amor
- 2008 - Pallufet & Ventaflocs

### Théâtre
- 1997 - Història del sultà
- 2002 - Tot esperant l'emperador

### Essai
- 2003 - L'edat d'or de la música

### Discographie
- 1986 - La cançó més bonica del món
- 1994 - Fills del segle
- 2002 - Transatlàntida
- 2003 - Cançó a cau d'orella
- 2004 - Un concert desconcertant